# Des gens bien
Des gens bien è un film del 2017 diretto da Bruno López e Emmanuel Vieilly.
La pellicola, dopo un'anteprima nel maggio 2017, è stata distribuita in Francia a partire dall'aprile 2019.

## Trama
Gabriel e Raphaël, messa a segno una rapina da 80.000 euro, si accorgono di aver inavvertitamente rapito una malcapitata bambina.
Paloma, 8 anni, viene accudita da Rose, sorella acquisita di Raphaël, che ospita a casa sua i due rapinatori, prima che si diano alla fuga il giorno seguente.
Nello spogliare la bambina, Rose si accorge di evidenti segni di maltrattamento cui la stessa è stata soggetta. Paloma racconta allora di come la madre la sfrutti e il padre la punisca fisicamente. Scossi da tanta crudeltà, i tre riflettono su cosa comporti riconsegnare la bambina alla polizia.
Così il giorno seguente, presa l'auto di Rose, Gabriel e Raphaël non se la sentono di lasciare la bambina al commissariato, e dunque riconsegnarla ai genitori, ma fuggono con lei, dovendo fatalmente cambiare tutti i piani.
Il rapimento della bambina diventa un caso nazionale, mentre Gabriel convince un riluttante Raphaël, a seguire il folle piano di dirigersi in Spagna per riportare a casa Paco, l'amico immaginario di Paloma.
Nella fuga la polizia li individua ma, anche grazie alla bambina, i tre riescono a fuggire, con Raphaël che però viene ferito. Ormai disperati, vengono accolti in una lussuosa villa abitata dall'anziana Margot e dal forzuto tuttofare Goliath. La generosa donna, vedova di un malvivente, capisce perfettamente la situazione e si spende per aiutare la bambina e i due fuggitivi.
Intanto Rose, preoccupata, collabora con la polizia che, indagando meglio sulla bambina, ne arresta i genitori aguzzini, e comprende le ragioni dello strano rapimento.
Giunti ad Almería, come promesso a Paloma, Gabriel e Raphaël devono quindi fare i conti con la polizia. Mentre Margot muore felice ascoltando un messaggio registrato di Paloma, la stessa libera Paco, giunto a destinazione. Con Gabriel e Raphaël cui la giustizia riconoscerà il massimo delle attenuanti, è sicuramente solo un arrivederci.

## Produzione
La produzione, ad opera degli stessi registi/attori, è stata supportata da un finanziamento partecipativo reso possibile da un appello di Muriel Robin, compagna di Anne Le Nen.
Le riprse sono state effettuate tra l'Ariège e l'Andalusia.